# Pueblo de Taos

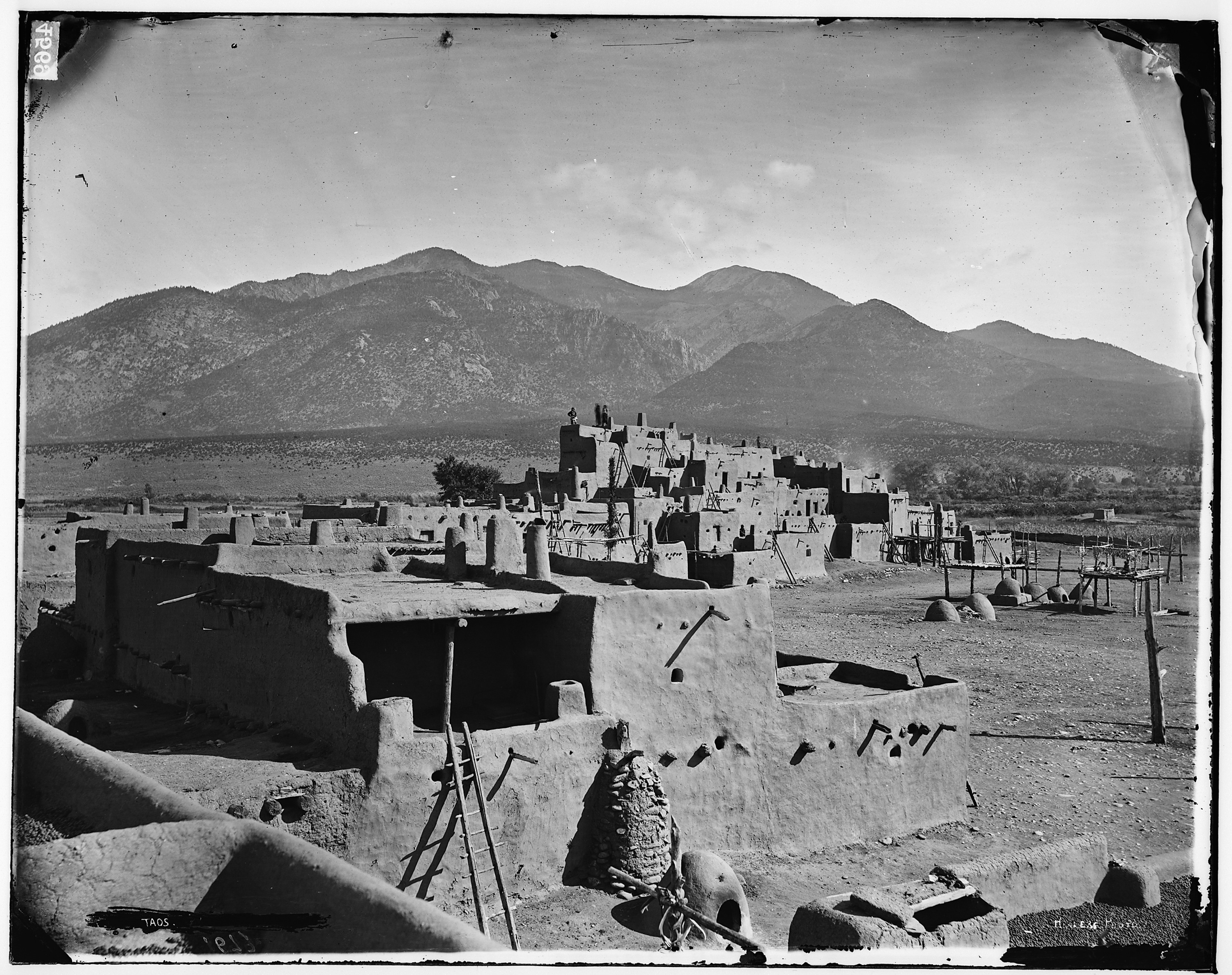
John K. Hillers, Plaza at Taos, New Mexico : vue d'ensemble de Pueblo de Taos, vers la fin du XIX.

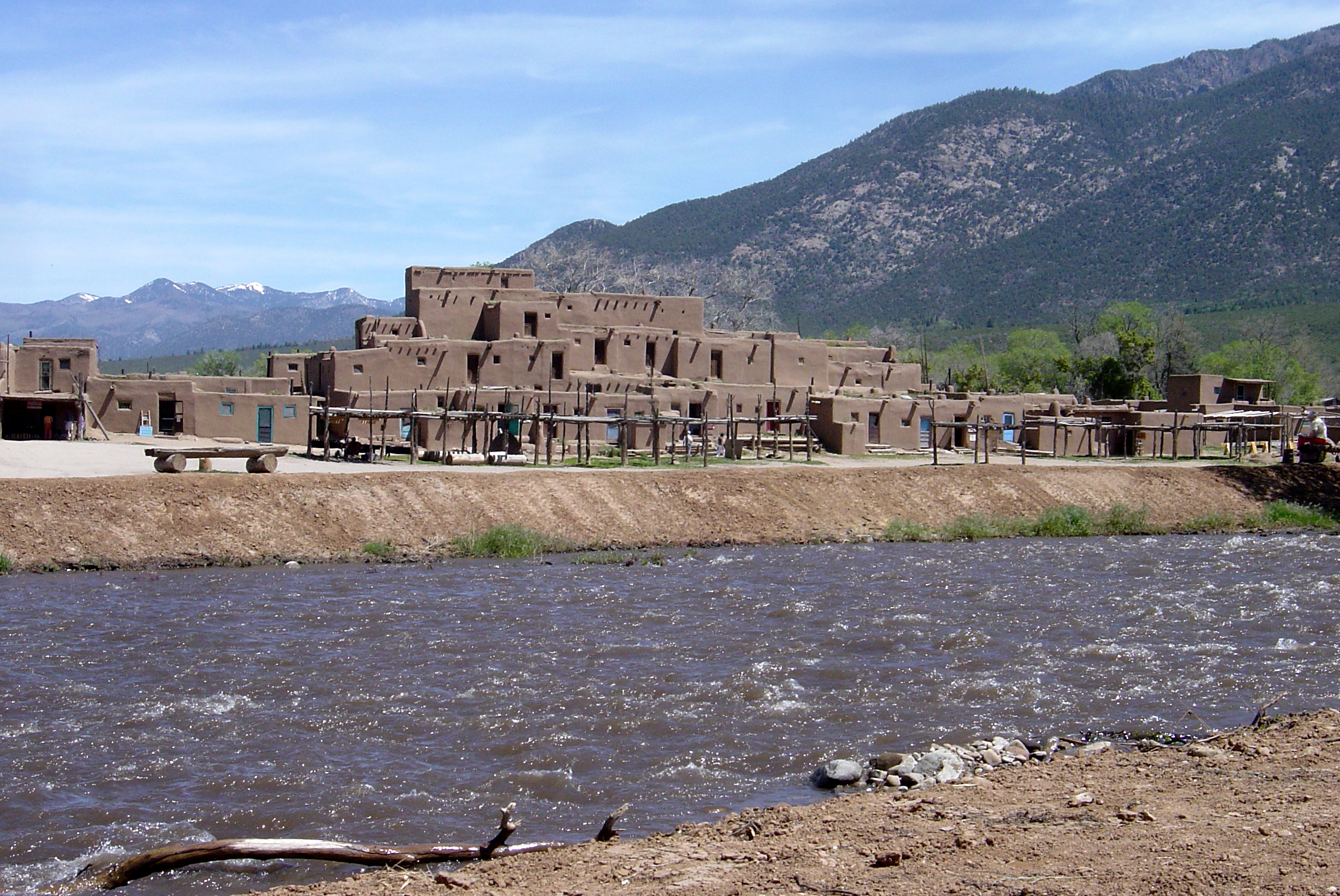
Au XXI, dans le centre de Pueblo de Taos, les habitations traditionnelles en adobe des Pueblos ont été conservées.

Dans la vallée d'un petit affluent du Río Grande, Pueblo de Taos (l'endroit des saules rouges) désigne un ensemble d'habitations et de centres cérémoniels en adobe, remarquablement représentatif de la culture des Indiens Pueblos de l'Arizona et du Nouveau-Mexique. Il se trouve à environ 110 km au nord de Santa Fe. Le territoire autour du pueblo est une Réserve indienne.
Le pueblo de Taos tout comme celui de Picuris, des communautés qui parlent des langues étroitement liées, représentent certaines des plus anciennes communautés continuellement occupées des Amériques.

## Histoire
Trois cents ans avant que les conquistadores espagnols conduits par Hernando de Alvarado aient suivi le Rio Grande vers la vallée de Taos en 1540, les premiers occupants du continent américain s'installèrent ici et construisirent d'impressionnants villages, les « pueblos », faits de maisons en pisé de plusieurs étages. Le Pueblo de Taos, occupé et entretenu par chaque génération depuis huit cents ans, est classé par les Nations unies depuis 1992 comme un site historique mondial.

## Population
Comme le pueblo interdit l'installation d'eau courante et de l'électricité, seulement 150 personnes sur les 1900 que compte la communauté vivent toute l'année dans l'ancien pueblo. Les autres ont des maisons modernes dans les environs, près de leurs cultures.

## Galerie

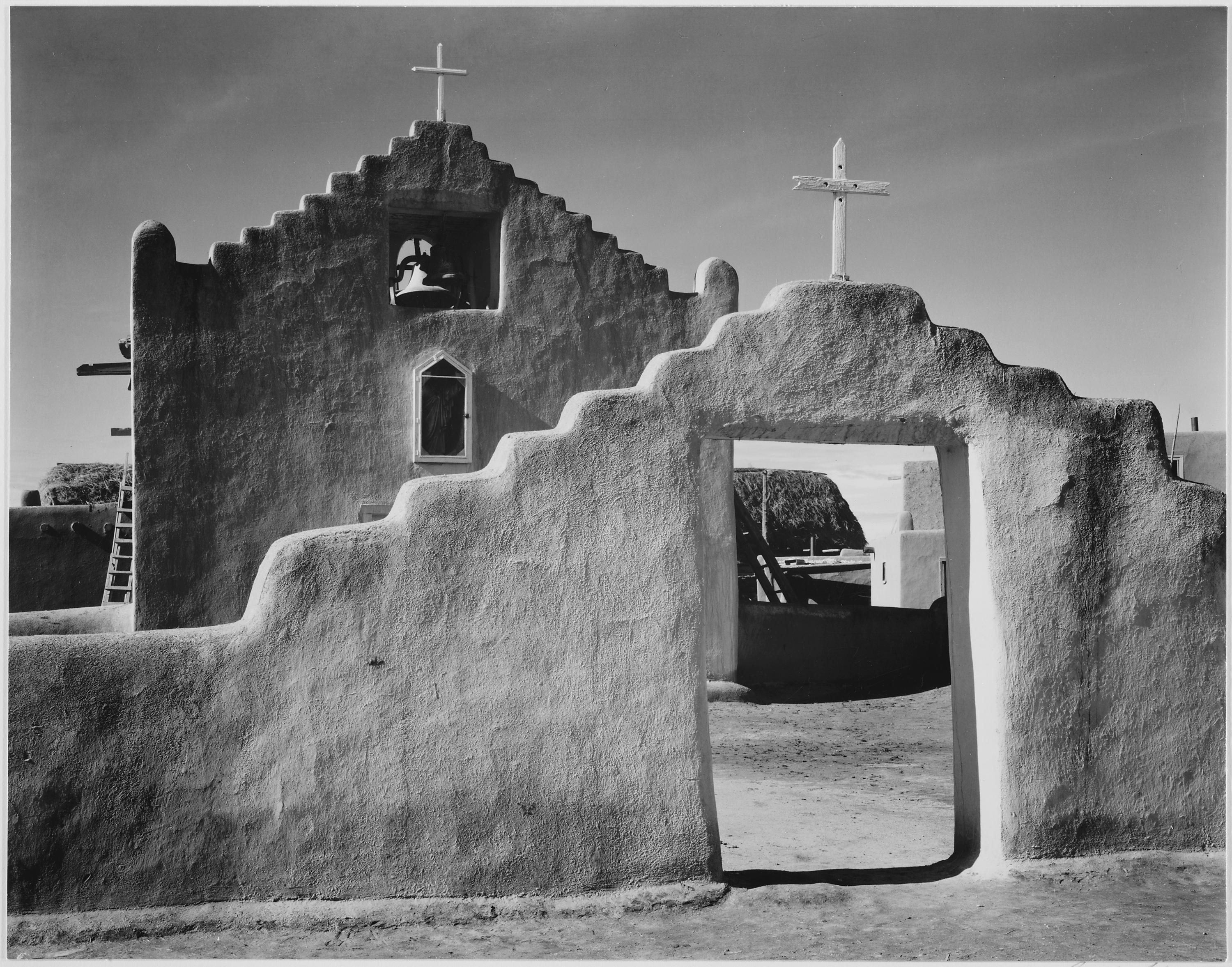
Nouvelle église de Pueblo de Taos, en 1941.
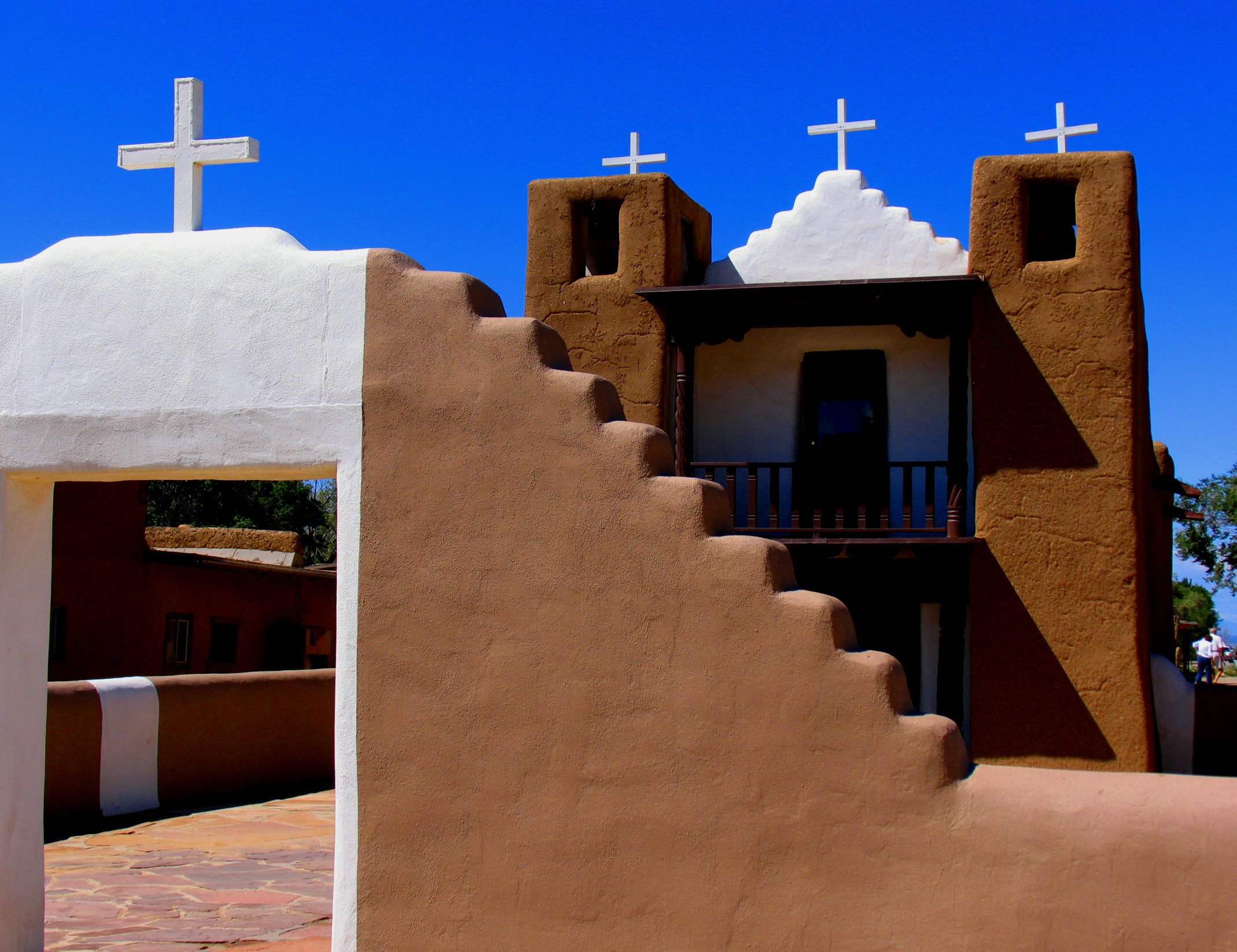
Nouvelle église de Pueblo de Taos, en 2005.
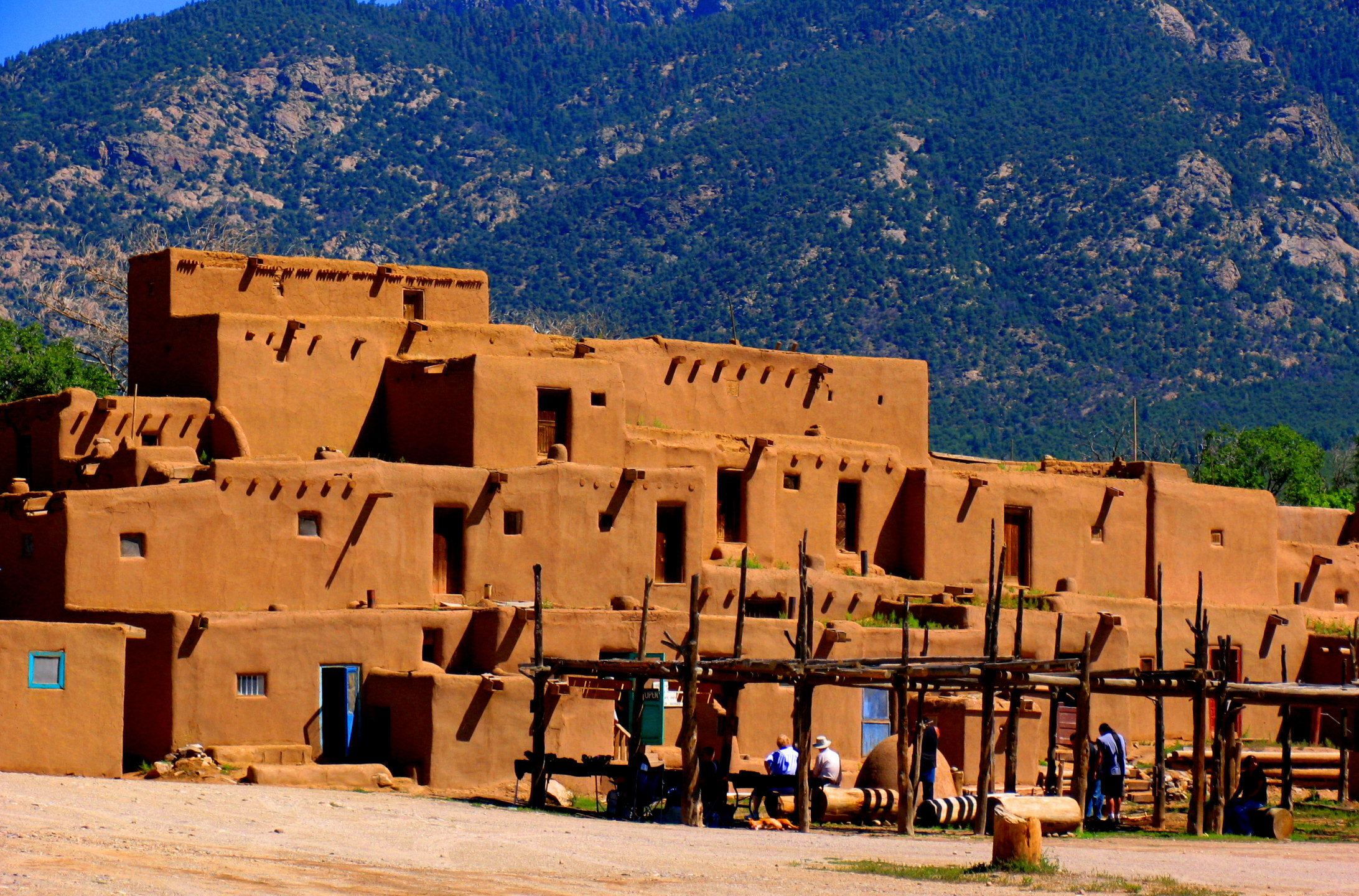
Vue détaillée des habitations traditionnelles de Pueblo de Taos, en 2005.
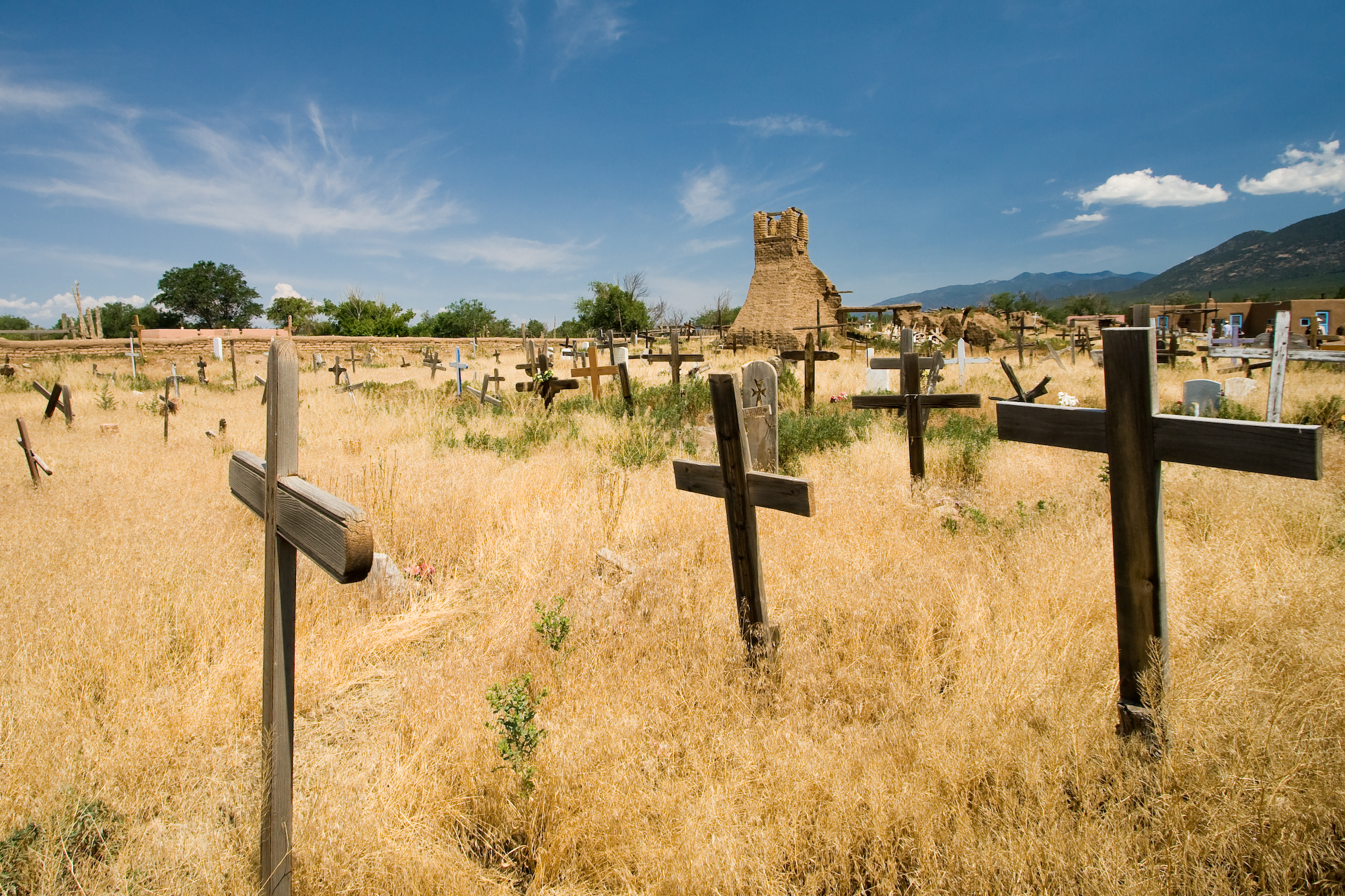
Cimetière traditionnel devant la ruine de l'ancienne église, en 2007.
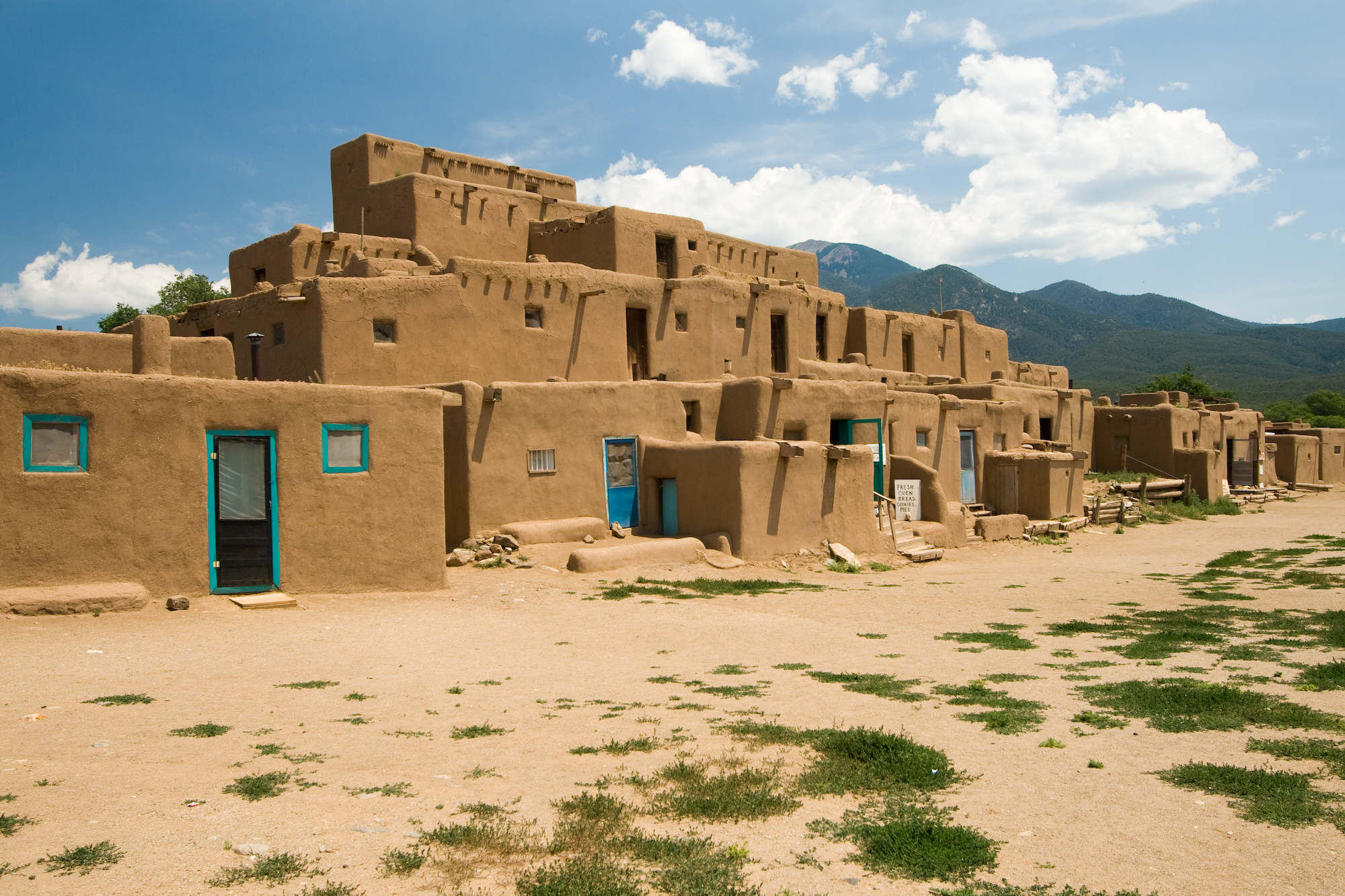
Habitations traditionnelles de Pueblo de Taos, en 2007.